# Gboko
Gboko – miasto w południowo-wschodniej Nigerii, w stanie Benue, na południowy wschód od Makurdi. Około 196 tys. mieszkańców. Ośrodek regionu rolniczego (uprawa sorga, sezamu, jamsu, masłosza Parka); przemysł spożywczy (masło shea, kassawa), cementowy; w okolicy eksploatacja wapienia.